# Konec sveta (sura)
Konec sveta (arabsko Al-Qaria) je 101. sura (poglavje) v Koranu, ki jo sestavlja 11 ajatov (verzov). Je meška sura.
Med opravljanjem molitve (salata oz. namaza) pri tej suri verniki opravijo 1 ruku' (priklon).